# 深瀬基寛
深瀬 基寛（ふかせ もとひろ、1895年10月12日 - 1966年8月21日）は、日本の英文学者、翻訳家。京都大学名誉教授。
高知県吾川郡春野町（現高知市）生まれ。1916年第三高等学校卒、1919年東京帝国大学卒。1920年京都帝国大学大学院入学、中学校教諭ののち、1922年松江高等学校教授、1925年三高講師、1927年教授、49年京大教養部教授、1958年10月定年退官、名誉教授、南山大学教授。1966年大手前女子大学教授。没後従三位贈位勲三等瑞宝章受勲。
マシュー・アーノルドやT・S・エリオットの紹介、研究に努めた。1955年、『エリオット』で第6回読売文学賞受賞。若いころ湯浅芳子に恋していたことが瀬戸内寂聴『孤高の人』に書かれている。

## 共通感覚について
コモンセンスという外来語に「共通感覚」という訳語を提案したのは深瀬である、と中村雄二郎が『術語集』（岩波文庫）「コモンセンス」の項で述べている。

## 著書
※は電子書籍も刊

### 単著
- 『ティ・エス・エリオット』（研究社） 1937
- 『現代英文学の課題』（弘文堂） 1939
- 『エリオットの芸術論 方法から体系へ』（比叡書房） 1949
- 『人はみな草のごとく 評論集』（養徳社） 1950
- 『現代の英文学』（弘文堂） 1951
- 『エリオットの詩学』創元文庫 1952、角川文庫 1957
- 『エリオット 鑑賞世界名詩選』（筑摩書房） 1954／筑摩叢書 1968
- 『批評の建設のために』（南雲堂） 1956
- 『日本の沙漠のなかに』（筑摩書房） 1957／講談社文芸文庫 2013
- 『童心集』（中外書房） 1958
- 『現代の詩心』（筑摩書房） 1958
- 『乳のみ人形 随筆集』（筑摩書房） 1960
- 『深瀬基寛集』全2巻（唐木順三編、筑摩書房） 1968 - 1巻は英文学、2巻は随想集

### 共編
- 『エリオット研究』（英宝社） 1955
- 『英国の詩論』（山口書店） 1956
- 『深瀬基寛・唐木順三往復書簡』（筑摩書房） 1983

### 訳著
- 『政治の彼方に』（クリストフアー・ドウソン（英語版）、筑摩書房） 1941、現代教養文庫 1952
- 『宗教と近代国家』（クリストフア・ドウソン、弘文堂書房） 1946、清水弘文堂書房 1969
- 『英国の国家構造』（ウォルター・バジョット、弘文堂書房） 1947、清水弘文堂書房 1967
- 『来るべき自由社会』第1部（ジョン・ミドルトン・マリ、世界文学社） 1949
- 『文化とはなにか』（T・S・エリオット、弘文堂） 1951、清水弘文堂書房 1967
  - 『荒地 / 文化の定義のための覚書』（中公文庫）※ 2018 - 解説「エリオットの人と思想」
- 『ものの考え方 合理性への逸脱』（ウォーコップ、弘文堂） 1951、講談社学術文庫 1984
- 『試煉に立つ文明』（アーノルド・J・トインビー、社会思想研究会出版部） 1952、現代教養文庫 1960、改版 1966
- 『芸術の運命』（W・ウェイドレー、創文社、フォルミカ選書） 1953
- 『自由社会』第1・2部（ジョン・ミドルトン・マリー、社会思想研究会出版部、現代教養文庫） 1952-1953
- 『詩をよむ若き人々のために』（セシル・デイ＝ルイス、筑摩書房） 1955、新版 1971、筑摩叢書 1978、ちくま文庫 1994
- 『現代詩論』（セシル・ルイス、創文社） 1955／講談社「創文社オンデマンド叢書」※
- 『オーデン詩集』（筑摩書房） 1955、せりか書房 1968
- 『現代英詩の背景』（アイザックス、大浦幸男共訳、創文社） 1956
- 『創造的要素』（スティーヴン・スペンダー、村上至孝共訳、筑摩書房）第1・2部、1956-1957、筑摩叢書（全1巻）1965
- 『英文学をどう読むか』（L・D・ラーナー、川田周雄・安田章一郎共訳、筑摩書房） 1957
- 『十七世紀の思想的風土』（バージル・ウィレー、創文社） 1958、復刊1994／講談社「創文社オンデマンド叢書」※
- 『西洋文学の日本発見』（アール・マイナー、村上至孝・大浦幸男共訳、筑摩書房） 1959
- 『一歴史家の宗教観』（アーノルド・トインビー、社会思想研究会出版部） 1959、のち『著作集4』社会思想社 1967
- 『世界文学大系 第57 (ジョイス・ウルフ・エリオット)』（筑摩書房） 1960
「荒地」「聖灰水曜日」を担当
- 『混沌から』（ステュワート・ホルロイド、竹森修共訳、筑摩書房） 1961
- 『革命の世界史』（クリストファー・ドーソン、筑摩書房） 1963、新書判
- 『堕落論 歴史のなかに神があるか』（ジェラルド・ハード、安田章一郎共訳、筑摩叢書） 1965、のち復刊
- 『人間性の破産と超剋』（エリック・グートキント、筑摩叢書） 1968、のち復刊